# Faleasiʻu
Faleasiʻu ist eine der größten Siedlungen auf der Insel Upolu in Samoa. Sie liegt an der Nordwestküste der Insel.

## Geographie
Faleasiʻu gehört zum Wahlbezirk (Faipule District) Aʻana Alofi I Electoral Constituency im politischen Distrikt Aʻana und besteht aus den fünf Teilorten (pito nuʻu): Safee, Sapulu, Lealalii, Moamoa und Tauoʻo.
Im Osten schließt sich unmittelbar das Gebiet des Itumalo Tuamasaga mit dem Ort Tufulele an. Im Westen führt die Küstenstraße (Main West Coast Road) weiter nach Fasito‘outa und Leulumoega. Von der Küste geht die Besiedlung ziemlich weit ins Landesinnere bis zur Alafaʻalava Road, fast im Zentrum der Insel (Lepale). Vor der Nordküste schützt ein Saumriff den Ort vor der Brandung.

## Klima
Das Klima ist tropisch heiß, wird jedoch von ständig wehenden Winden gemäßigt. Ebenso wie die anderen Orte in Samoa wird Faleasiʻu gelegentlich von Zyklonen heimgesucht. Nach dem Köppen-Geiger-System zeichnet sich Faleasiʻu durch ein tropisches Klima mit der Kurzbezeichnung Af aus.

## Kultur
Im Ort gibt es mehrere Kirchen: Faleasiʻu-Tai Methodist Church, CCCS Faleasiu, Kingdom Hall of Jehovah’s Witnesses.

## Persönlichkeiten
Der Historiker Teo Tuvale (1855–1919) wurde in Faleasiu geboren. Tuvales Vater, Vaaelua Petaia (1822–1881) war der erste Pastor im Dorf und einer der ersten samoanischen christlichen Konvertiten der London Missionary Society, sowie einer der ersten Studenten des Malua Theological College. Nach Petaias Tod 1881 wurde sein Sohn Faletoʻese der zweite Pastor im Dorf. Petaias Vater stammte aus Lalomalava auf der Insel Savaiʻi.